# You Need to Calm Down
"You Need to Calm Down" é uma canção da cantora estadunidense Taylor Swift, gravada para seu sétimo álbum de estúdio, Lover (2019). Foi composta e produzida por Swift com Joel Little. A canção foi gravada nos estúdios Golden Age em Los Angeles, Califórnia, nos Estados Unidos, e Golden Age West em Auckland, na Nova Zelândia. A faixa foi lançada em 14 de junho de 2019, através da Republic Records, como o segundo single de Lover. "You Need to Calm Down" é uma canção de electropop e synth-pop, com um refrão de ecos ascendentes. Suas letras mostram Swift abordando trolls da internet e homofóbicos, expressando seu apoio à comunidade LGBTQ+.
Um lyric video foi lançado em 14 de junho de 2019. O vídeo musical foi lançado em 17 de junho, apresentando um ensemble cast, dirigido por Swift e Drew Kirsch, e com produção executiva de Swift e Todrick Hall. "You Need to Calm Down" dividiu os críticos de música, alguns dos quais elogiaram a canção por sua cativante mensagem pró-LGBTQ+, enquanto outros criticaram seu tema como confuso e cínico. No entanto, "You Need to Calm Down" é considerado um hino gay. O single alcançou o número um na Escócia, e o top cinco na Austrália, Canadá, Irlanda, Malásia, Nova Zelândia e Reino Unido. Nos Estados Unidos, debutou na segunda posição na Billboard Hot 100, tornando-se o segundo single consecutivo de Lover no top dois e empatando Swift com Madonna para o maior número de hits número dois para uma artista feminina na história da parada.
No MTV Video Music Awards de 2019, o vídeo de "You Need to Calm Down" recebeu nove indicações, vencendo duas: Vídeo do Ano, que é a segunda vitória de Swift na categoria depois de "Bad Blood" (2015), e o Vídeo pelo Bem. A canção também recebeu uma indicação para Melhor Performance Solo de Pop no 62.º Grammy Awards.

## Antecedentes e lançamento
O primeiro verso é sobre trolls e cultura do cancelamento. O segundo verso é sobre os homofóbicos e as pessoas que fazem piquetes fora dos nossos concertos. O terceiro verso é sobre mulheres bem sucedidas sendo colocadas umas contra as outras.— Swift explicando a letra de "You Need To Calm Down" Vogue
Em 26 de abril de 2019, o título da canção foi divulgado na introdução do vídeo musical de "Me!" quando Brendon Urie gritou o título em francês. Mais tarde, foi revelada uma "versão instrumental antiga, com som dos anos 1940" da canção tocada ao fundo na cena. Em 13 de junho de 2019, Swift anunciou em uma transmissão ao vivo no Instagram que o segundo single de seu próximo álbum, intitulado "You Need to Calm Down", seria lançado à meia-noite de 14 de junho.
Um lyric video foi lançado junto com a canção no YouTube. O vídeo continha vários easter eggs, incluindo a mudança da palavra "feliz" para GLAAD e o destaque das letras "EA" como uma referência à Lei da Igualdade. As referências seguiram a doação de Swift ao GLAAD em apoio ao Mês do Orgulho LGBTQIA, e a petição de Swift no Change.org para que o Senado dos Estados Unidos aprovasse a Lei da Igualdade. A petição atraiu mais de 500.000 assinaturas, incluindo de democratas como Cory Booker, Elizabeth Warren, Beto O'Rourke e Kirsten Gillibrand. Após o lançamento da canção, GLAAD relatou um "influxo" de doações no valor de $13, uma referência ao número favorito de Swift. Um vídeo vertical estreou exclusivamente no Spotify em 24 de junho de 2019. Um remix para a canção da banda britânica de música eletrônica Clean Bandit foi lançado em 20 de agosto de 2019.

## Crítica profissional
"You Need to Calm Down" recebeu avaliações positivas predominantes da crítica especializada, com enfoque ao apoio à comunidade LGBTQ. Dan Stubbs, da revista britânica NME, escreveu: "À medida em que avança para a idade dos trinta anos, percebemos o surgimento de uma nova Taylor não apenas em ações, mas na música. Externou sua postura política ao denunciar Donald Trump publicamente, doou mais de cem mil dólares para um grupo de defesa LGBTQ e, mais recente, fez uma petição ao seu senador e endossou o Ato de Igualdade dos Estados Unidos. Este, então, é o som gentilmente político que Taylor nos prometeu: em primeiro lugar, uma análise interior, depois uma análise do mundo ao escolher cuidadosamente seus problemas e suas palavras, embalando-as, em seguida, num pop contagiante."
Numa análise negativa para a Pitchfork, Michelle Kim escreveu: "Desde que saiu da era Reputation, Taylor trabalha para espalhar amor próprio, promovendo a alegria presente na soletração e no banho de arco-íris. Na era Lover, lança um hino anti-bullying tão positivo que chega a ser desconcertante. Em seu núcleo lírico, "You Need to Calm Down" é bem intencionado, mas sem buscar uma direção mais incisiva, passando a utilizar que mães gostam de dizer. Em outros trechos, faz um esforço para ignorar seus inimigos na internet, mas não revela nenhuma das incertezas e vulnerabilidades que estavam presentes no coração de suas outras composições. A canção é, sobretudo, um daqueles cupcakes de unicórnio com a intenção de distraí-lo do fato de que é uma sobremesa medíocre."
Biba Kang, do jornal britânico The Telergaph, avaliou a canção, dizendo: "Sua nova canção, que contém uma temática oitentista, não tem o mesmo teor político de "Only a Pawn in Their Game", de Bob Dylan. No entanto, por meio de uma letra sucinta, ganha pontos ao direcionar temas de importância social. "You Need to Calm Down" é uma faixa agradável, fácil e ouvir e cativante. Trata-se de um momento de mudança na carreira da artista e envia uma mensagem não tão sútil a Donald Trump, que já declarou ser fã de Taylor." Na mesma crítica, Biba questionou a neutralidade política de Taylor nas eleições de 2016, afirmando que a cantora "colheu os benefícios de manter fãs de direita ao seu lado". Mikael Wood, do Los Angeles Times, escreveu: "O novo single de Taylor é um desenvolvimento encorajador para os fãs que, por muito tempo, esperaram posicionamento político-cultural de sua artista favorita. Ademais, a canção funciona como uma mensagem explícita de apoio aos homossexuais, mas com um tom de cinismo, como se Taylor estivesse utilizando sua luta LGBT a fim de se posicionar como a maior aliada desse público."

## Vídeo musical
O vídeo musical foi dirigido por Swift e Drew Kirsch, e com produção executiva de Swift e Todrick Hall. Foi lançado em 17 de junho de 2019, após uma estreia no Good Morning America. O vídeo contou com um grande número de participações especiais de celebridades, muitas das quais são LGBT. Em ordem de aparição, a lista inclui o dançarino Giuseppe Giofrè, Dexter Mayfield, a youtuber Hannah Hart, a atriz Laverne Cox, o cantor Chester Lockhart, o artista Todrick Hall, a cantora Hayley Kiyoko, o ator Jesse Tyler Ferguson, o advogado Justin Mikita, a cantora Ciara, o elenco da série da Netflix Queer Eye (Tan France, Bobby Berk, Karamo Brown, Antoni Porowski, Jonathan Van Ness), o patinador artístico Adam Rippon, o cantor Adam Lambert, a personalidade de televisão Ellen DeGeneres, os artistas Billy Porter e RuPaul, a cantora Katy Perry e o ator Ryan Reynolds. A aparição de Perry serve como fim para uma disputa entre ela e Swift, embora ambas artistas tenham encerrado publicamente a rivalidade vários meses antes. Numerosas drag queens, todas concorrentes anteriores em RuPaul's Drag Race (Riley Knoxx sendo a exceção), também aparecem no vídeo representando várias artistas femininas. Tatianna interpreta Ariana Grande, Trinity the Tuck interpreta Lady Gaga, Delta Work interpreta Adele, Trinity K. Bonet interpreta Cardi B, Jade Jolie interpreta Swift, Riley Knoxx interpreta Beyoncé, Adore Delano interpreta Katy Perry e A'keria Chanel Davenport interpreta Nicki Minaj. O vídeo foi filmado em Santa Clarita, Califórnia.

### Sinopse

Drag queens interpretando artistas musicais femininas para um "concurso de rainha do pop" no vídeo musical. Da esquerda para a direita, Tatianna como Ariana Grande, Trinity the Tuck como Lady Gaga, Delta Work como Adele, Trinity K. Bonet como Cardi B, Jade Jolie como Swift, Riley Knoxx como Beyoncé, Adore Delano como Katy Perry e A'keria Chanel Davenport como Nicki Minaj. Swift afirmou que essas eram algumas das artistas femininas contra as quais ela foi confrontada na mídia e na internet.

O vídeo é ambientado em um parque de trailers colorido. Swift acorda em seu trailer, usando um roupão de banho sobre um maiô, com um bordado contendo a citação de Cher "Mãe, eu sou um homem rico" pendurada em uma parede. Swift joga seu telefone em sua cama, que então emite faíscas e inicia um incêndio no trailer. Ela caminha despreocupadamente até uma piscina, ignorando seu trailer em chamas. Ela entra na piscina, deitada em uma boia, enquanto olha para a câmera e canta. A câmera então muda para outros moradores no parque de trailers e suas atividades, incluindo Mayfield dançando, Hart levantando peso com uma caixa de som e Cox regando seu quintal de flamingos de plástico e cumprimentando Lockhart, que desmaia imediatamente.
A cena corta para Swift caminhando e dançando por uma rua com Hall, intercaladas com cenas de Kiyoko atirando uma flecha em um alvo com o número "5" (uma pista para o próximo single promocional de Swift "The Archer", a quinta faixa do álbum), manifestantes segurando cartazes com slogans anti-gays (uma referência a um grupo religioso da vida real que fazia piquetes nos shows de Swift), Ciara oficiando um casamento entre Ferguson e Mikita, e Rippon servindo raspadinha para os clientes em uma barraca. Swift também dá uma festa do chá com os Fab Five e Hall. Em outro trailer, Lambert tatuou as palavras "Cruel Summer" (mais tarde revelada como uma canção do álbum) no braço direito de DeGeneres. Na cena seguinte, Swift e outros residentes se bronzeiam enquanto ignoram os manifestantes, seguidos por Porter caminhando no meio das duas multidões usando um vestido.
A cena muda para um "concurso de rainha do pop" com as competidoras vestidas como várias cantoras. RuPaul caminha pela fila com uma coroa decorada com esmeraldas e flor-de-lis, mas em vez de coroar uma vencedora, ele a joga para o alto. Uma guerra de comida começa, com Swift aparecendo em uma fantasia de batata frita e Perry em uma fantasia de hambúrguer. As duas se veem e caminham uma em direção a outra. Em outro lugar, Reynolds está retratando Norman Rockwell trabalhando em uma pintura do Stonewall Inn. Swift e Perry sorriem, dançam e se abraçam. No final do vídeo, aparece uma mensagem pedindo aos espectadores que assinem a petição do Change.org de Swift para que o Senado dos Estados Unidos aprove a Lei da Igualdade.

## Apresentações ao vivo,coverse uso na mídia
Swift cantou "You Need to Calm Down" ao vivo pela primeira vez no Amazon Prime Day Concert 2019. Em 22 de agosto, ela cantou a canção em um show do Good Morning America no Central Park. No dia seguinte, ela cantou uma versão acústica da canção no SiriusXM Town Hall. Ela também a apresentou no MTV Video Music Awards de 2019, juntamente com "Lover", e incluiu a canção em sua setlist para o Live Lounge da BBC Radio 1 em 2 de setembro. Em 9 de setembro, Swift cantou a canção no concerto de um dia City of Lover em Paris, França; esta versão ao vivo do concerto foi lançada para as plataformas de música em 17 de maio de 2020. Em 19 de outubro, ela cantou a canção no show beneficente We Can Survive em Los Angeles. Em 10 de novembro, ela cantou a canção no Alibaba Singles' Day Gala em Xangai, China. Em 8 de dezembro, Swift cantou a canção no Jingle Bell Ball 2019 da Capital FM em Londres. Em 13 de dezembro, ela cantou a canção no iHeartRadio Z100's Jingle Ball em Nova Iorque.
A banda de rock britânica Yonaka fez um cover de "You Need to Calm Down" para sua edição do Spotify Singles em agosto de 2019. A cantora e compositora norte-americana Kelly Clarkson fez um cover da canção em um episódio de seu programa de televisão, The Kelly Clarkson Show, para comemorar o Mês do Orgulho de 2020. "You Need to Calm Down" foi apresentada em um comercial da Amazon Music. Em junho de 2021, como parte de um projeto sobre direitos humanos, estudantes do Barking and Dagenham College fizeram um vídeo para "You Need to Calm Down" para o Mês do Orgulho. A canção foi usada em um comercial de Swift narrado para a seleção de futebol feminino dos Estados Unidos competindo nos Jogos Olímpicos de Verão de 2020.

## Prêmios e indicações
A canção foi indicada a nove categorias no MTV Video Music Awards de 2019, incluindo a categoria Vídeo do Ano, tornando-se o vídeo mais indicado da noite. É também a segunda vitória de Swift em Vídeo do Ano após "Bad Blood" em 2015, juntando-se a Beyoncé e Rihanna como as únicas mulheres a vencer a categoria duas vezes e a quarta artista no geral. Também ganhou o Vídeo pelo Bem. A canção foi indicada para Melhor Performance Solo de Pop no 62.º Grammy Awards, tornando-se sua terceira indicação na categoria, seguindo "Shake It Off" (2015) e "Blank Space" (2016).
| Ano  | Organização                     | Categoria                      | Resultado | Ref(s) |
| ---- | ------------------------------- | ------------------------------ | --------- | ------ |
| 2019 | Teen Choice Awards              | Canção do Verão                | Indicada  | [ 45 ] |
| 2019 | MTV Video Music Awards          | Vídeo do Ano                   | Venceu    | [ 43 ] |
| 2019 | MTV Video Music Awards          | Canção do Ano                  | Indicada  | [ 43 ] |
| 2019 | MTV Video Music Awards          | Vídeo pelo Bem                 | Venceu    | [ 43 ] |
| 2019 | MTV Video Music Awards          | Melhor Vídeo de Pop            | Indicada  | [ 43 ] |
| 2019 | MTV Video Music Awards          | Melhor Direção                 | Indicada  | [ 43 ] |
| 2019 | MTV Video Music Awards          | Melhor Direção de Arte         | Indicada  | [ 43 ] |
| 2019 | MTV Video Music Awards          | Melhor Edição                  | Indicada  | [ 43 ] |
| 2019 | MTV Video Music Awards          | Melhor Hino Poderoso           | Indicada  | [ 43 ] |
| 2019 | MTV Video Music Awards          | Canção do Verão                | Indicada  | [ 43 ] |
| 2019 | American Music Awards           | Vídeo Musical Favorito         | Venceu    | [ 46 ] |
| 2019 | Telehit Awards                  | Melhor Vídeo em Inglês         | Indicada  | [ 47 ] |
| 2019 | Telehit Awards                  | Melhor Vídeo de Pessoas        | Indicada  | [ 47 ] |
| 2020 | Grammy Awards                   | Melhor Performance Solo de Pop | Indicada  | [ 44 ] |
| 2020 | iHeartRadio Music Awards        | Melhor Letra                   | Indicada  | [ 48 ] |
| 2020 | Queerty Awards                  | Hino                           | 2º lugar  | [ 49 ] |
| 2020 | Nickelodeon Kids' Choice Awards | Canção Favorita                | Indicada  | [ 50 ] |
| 2020 | Berlin Music Video Awards       | Melhor Cinematografia          | Indicada  | [ 51 ] |
| 2020 | BMI Pop Awards                  | Award-winning Song             | Venceu    | [ 52 ] |
| 2020 | BMI Pop Awards                  | Editora do Ano (Sony/ATV)      | Venceu    | [ 52 ] |

## Créditos
Todo o processo de elaboração de "You Need to Calm Down" atribui os seguintes créditos:
Locais de gravação
- Gravada nos estúdios Golden Age em Los Angeles, Califórnia, nos Estados Unidos, e Golden Age West em Auckland, Nova Zelândia;
- Mixada no MixStar Studios em Virginia Beach, Virgínia;
- Masterizada no Sterling Sound em Nova Iorque, Estados Unidos.

Equipe
- Taylor Swift — vocalista principal, composição, produção
- Joel Little — produção, composição, programação de bateria, guitarra, teclados, engenharia de gravação
- Serban Ghenea — mixagem
- John Hanes — engenharia de mixagem
- Randy Merrill — masterização

## Desempenho comercial

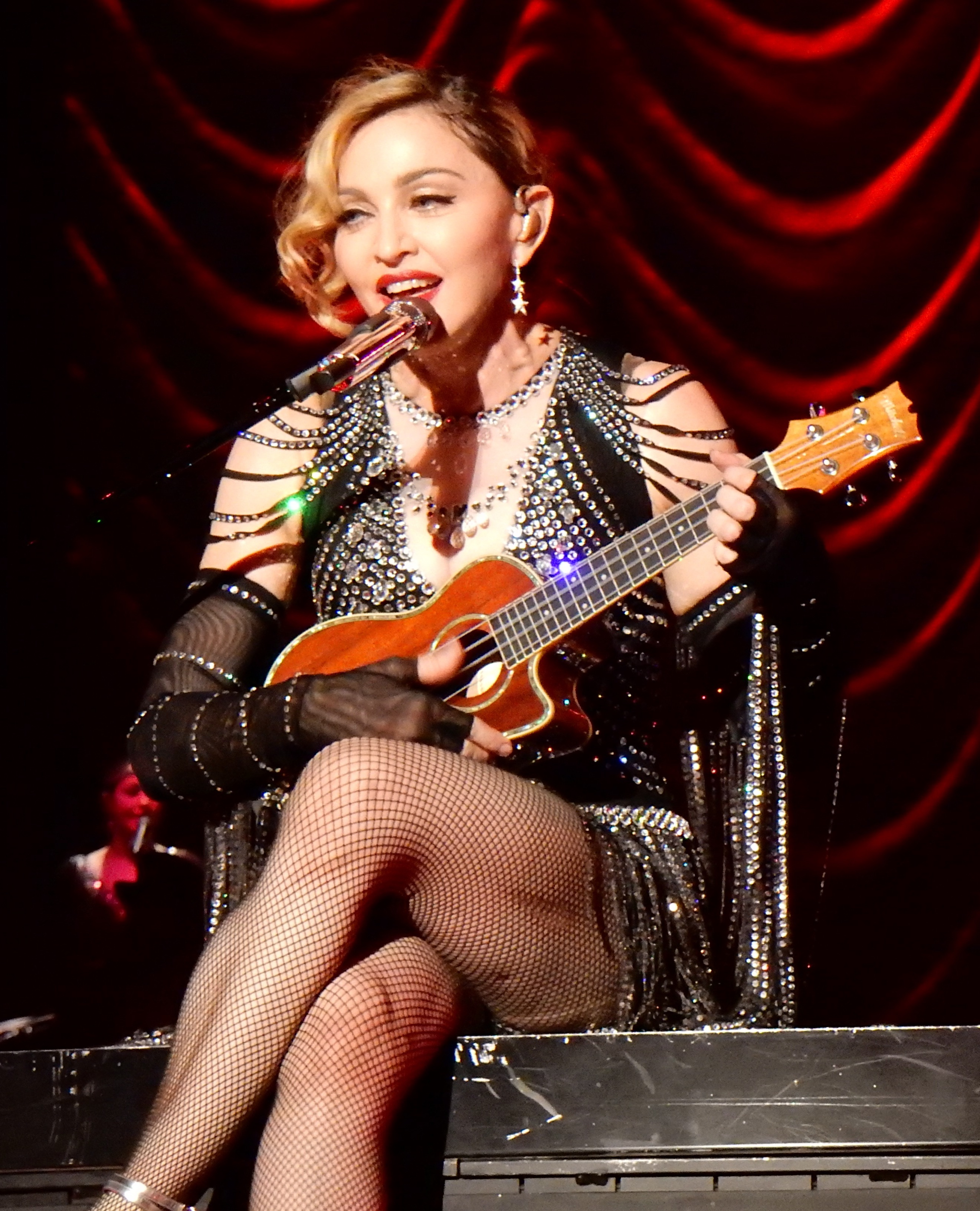
Swift empatou com Madonna como a artista feminina com o maior número de singles no top dois na história da Billboard Hot 100; ambas alcançaram o top dois com seis canções.

Nos Estados Unidos, "You Need to Calm Down" estreou e alcançou a segunda posição na Billboard Hot 100, tornando-se o segundo single de Lover no top dois da parada. Como no caso do primeiro single "Me!", "Old Town Road" de Lil Nas X com Billy Ray Cyrus, bloqueou "You Need to Calm Down" de alcançar o primeiro lugar na parada. No entanto, a canção rendeu vários recordes na parada para Swift: com seis canções alcançando o segundo lugar, Swift empatou com Madonna como a artista feminina com o maior número de singles no top dois da parada, tendo anteriormente alcançado o lugar com "Me!", "I Don't Wanna Live Forever" (2017), "I Knew You Were Trouble" (2013), "Today Was a Fairytale" (2010) e "You Belong with Me" (2009). A canção se tornou o vigésimo quarto hit de Swift no top 10, que é o quinto maior entre as artistas femininas na história da parada, atrás de Madonna (38), Rihanna (31), Mariah Carey (28) e Janet Jackson (27). O single também é a décima sexta canção de Swift a estrear dentro do top 10 da parada, que é a segunda maior estreia no top 10 da história da parada, atrás apenas de Drake, que tem 20 estreias no top dez, tornando Swift a primeira e única artista feminina com 16 estreias no top 10 na história da Hot 100.
A canção estreou em primeiro lugar na parada Digital Song Sales da Billboard, vendendo 79.000 downloads, tornando-se o décimo sétimo single número um de Swift nessa parada. Com 12 semanas consecutivas no top 20 da Billboard Hot 100, "You Need to Calm Down" é a canção de Swift com o maior tempo no top 20 desde "I Don't Wanna Live Forever" com Zayn em 2017. A faixa começou no número 33 na parada Mainstream Top 40, com base em três dias de airplay, e desde então alcançou o número 9.
No Canadá, a canção entrou na parada Hot AC no número 40 com base em três dias de contagem de rádio. O single estreou na quarta posição na Canadian Hot 100, tornando-se o segundo top cinco do álbum no país.
No Reino Unido, a canção estreou no número cinco na UK Singles Chart, tornando-se o décimo terceiro top 10 de Swift no UK. Na Escócia, a canção estreou em primeiro lugar na parada de singles, tornando-se o quinto hit de Swift, bem como o segundo single número um consecutivo de Lover no país. Na Irlanda, a canção estreou em quinto lugar, empatando com o single anterior de Swift, "Me!", que atingiu a posição na semana que terminou em 3 de maio de 2019. Na Alemanha, a canção estreou no número 37 na Official German Charts, chegando mais tarde ao número 36. Nos Países Baixos, a canção estreou no número 28 na parada Single Top 100. Na Bélgica, a canção chegou ao número 11 na parada belga Ultratip mais tarde chegando ao número três. Na Suécia, a canção entrou no número 55 na parada Sverigetopplistan mais tarde atingindo o número 35.
Na Austrália, a canção estreou no número 3 na ARIA Charts, tornando-se o segundo single top três do álbum no país. Na Nova Zelândia, a canção entrou na parada de singles da Recorded Music NZ no número 5, tornando-se o décimo quinto single de Swift no top 10 do país. A canção também alcançou a primeira posição da Hot Singles Chart.
| Parada (2019-2020)                                | Melhor posição |
| ------------------------------------------------- | -------------- |
| Alemanha (Offizielle Deutsche Charts)             | 36             |
| Argentina (Argentina Hot 100)                     | 71             |
| Austrália (ARIA)                                  | 3              |
| Áustria (Ö3 Austria Top 75)                       | 21             |
| Bélgica (Ultratip Bubbling Under da Valônia)      | 18             |
| Bélgica (Ultratip Bubbling Under de Flandres)     | 2              |
| Bolívia (Monitor Latino)                          | 19             |
| Canadá (Canadian Hot 100)                         | 4              |
| Canadá (Billboard AC)                             | 4              |
| Canadá (Billboard CHR/Top 40)                     | 7              |
| Canadá (Billboard Hot AC)                         | 3              |
| China (Billboard Airplay/FL)                      | 1              |
| Colômbia (National-Report)                        | 69             |
| Croácia (HRT)                                     | 15             |
| Equador (National-Report)                         | 91             |
| Escócia (Scottish Singles Chart)                  | 1              |
| Eslováquia (Rádio – Top 100)                      | 22             |
| Eslováquia (Singles Digitál Top 100)              | 8              |
| Eslovénia (SloTop50)                              | 36             |
| Espanha (PROMUSICAE)                              | 63             |
| Estados Unidos (Billboard Hot 100)                | 2              |
| Estados Unidos (Billboard Adult Contemporary)     | 11             |
| Estados Unidos (Billboard Adult Top 40)           | 3              |
| Estados Unidos (Billboard Dance/Mix Show Airplay) | 16             |
| Estados Unidos (Billboard Dance Club Songs)       | 50             |
| Estados Unidos (Billboard Mainstream Top 40)      | 9              |
| Estados Unidos (Rolling Stone Top 100)            | 3              |
| Estónia (Eesti Ekspress)                          | 8              |
| Europa (Billboard Euro Digital Song Sales)        | 3              |
| Finlândia (Radiosoittolista Airplay)              | 86             |
| França (SNEP)                                     | 154            |
| Grécia (IFPI International)                       | 6              |
| Hungria (Single Top 40)                           | 3              |
| Hungria (Stream Top 40)                           | 8              |
| Irlanda (IRMA)                                    | 5              |
| Islândia (Tónlistinn)                             | 20             |
| Israel (Media Forest)                             | 18             |
| Itália (FIMI)                                     | 69             |
| Japão (Japan Hot 100)                             | 23             |
| Letónia (LAIPA)                                   | 8              |
| Líbano (OLT20)                                    | 5              |
| Lituânia (AGATA)                                  | 8              |
| Malásia (RIM)                                     | 3              |
| México (Billboard Mexico Ingles Airplay)          | 1              |
| Nicarágua (Monitor Latino)                        | 14             |
| Noruega (VG-lista)                                | 22             |
| Nova Zelândia (Recorded Music NZ)                 | 5              |
| Países Baixos (Dutch Top 40)                      | 26             |
| Países Baixos (Single Top 100)                    | 28             |
| Portugal (AFP)                                    | 27             |
| Reino Unido (UK Singles Chart)                    | 5              |
| República Checa (Singles Digitál Top 100)         | 8              |
| Romênia (Airplay 100)                             | 71             |
| Comunidade dos Estados Independentes (Tophit)     | 95             |
| Singapura (RIAS)                                  | 7              |
| Suécia (Sverigetopplistan)                        | 35             |
| Suíça (Schweizer Hitparade)                       | 22             |

| Parada (2019)                                 | Posição |
| --------------------------------------------- | ------- |
| Austrália (ARIA)                              | 61      |
| Canadá (Canadian Hot 100)                     | 28      |
| Estados Unidos (Billboard Hot 100)            | 39      |
| Estados Unidos (Billboard Adult Contemporary) | 36      |
| Estados Unidos (Billboard Adult Top 40)       | 17      |
| Estados Unidos (Billboard Mainstream Top 40)  | 34      |
| Estados Unidos (Rolling Stone Top 100)        | 47      |

| Parada (2020)                                 | Posição |
| --------------------------------------------- | ------- |
| Estados Unidos (Billboard Adult Contemporary) | 36      |

## Certificações
| Região                                                        | Certificação | Vendas     |
| ------------------------------------------------------------- | ------------ | ---------- |
| Austrália (ARIA)                                              | 3× Platina   | 210.000‡   |
| Áustria (IFPI Áustria)                                        | Ouro         | 15.000‡    |
| Dinamarca (IFPI Dinamarca)                                    | Ouro         | 45.000‡    |
| Estados Unidos (RIAA)                                         | 3× Platina   | 3.000.000‡ |
| Noruega (IFPI Norge)                                          | Platina      | 60.000‡    |
| Nova Zelândia (RMNZ)                                          | Ouro         | 15.000‡    |
| Polónia (ZPAV)                                                | Ouro         | 10.000‡    |
| Portugal (AFP)                                                | Ouro         | 5.000‡     |
| Reino Unido (BPI)                                             | Platina      | 600.000‡   |
| ‡ Vendas+valores de streaming baseados apenas na certificação |              |            |

## Histórico de lançamento
| Região         | Data                 | Formato(s)                 | Versão                | Gravadora | Ref.    |
| -------------- | -------------------- | -------------------------- | --------------------- | --------- | ------- |
| Várias         | 14 de junho de 2019  | Download digital streaming | Original              | Republic  | [ 131 ] |
| Itália         | 17 de junho de 2019  | Airplay                    | Original              | Universal | [ 132 ] |
| Estados Unidos | 18 de junho de 2019  | Rádios mainstream          | Original              | Republic  | [ 133 ] |
| Várias         | 20 de agosto de 2019 | Download digital streaming | Remix de Clean Bandit | Republic  | [ 134 ] |
| Várias         | 17 de maio de 2020   | Download digital streaming | Ao vivo               | Republic  | [ 135 ] |